# 남아시아계 미국인
남아시아계 미국인(南-系 美國人, 영어: South Asian Americans)은 미국에 이민한 남아시아인과 그들의 자손을 칭한다. 

## 종류
- 인도계 미국인
- 파키스탄계 미국인
- 네팔계 미국인
- 부탄계 미국인
- 스리랑카계 미국인

## 같이 보기
- 문화 동화
- 아시아계 미국인
- 동아시아계 미국인
- 남아시아계 캐나다인
- 남아시아인